# Wisdom of Happiness
Wisdom of Happiness (deutschsprachiger Titel Weisheit des Glücks – Eine inspirierende Begegnung mit dem Dalai Lama) ist ein schweizerischer Kino-Dokumentarfilm von Barbara Miller, Philip Delaquis und Manuel Bauer von 2024, der am 8. Oktober 2024 im Rahmen des Zurich Film Festivals seine Weltpremiere feierte. Der Film entstand in Zusammenarbeit mit Richard Gere und Oren Moverman. In einem der wahrscheinlich letzten Auftritte des Dalai Lama auf der Kinoleinwand, erzählt der Film das bewegte Leben des Friedensnobelpreisträgers und vermittelt seine dringendsten Botschaften für das 21. Jahrhundert.

## Inhalt
Wisdom of Happiness ist ein filmisches Porträt des 14. Dalai Lama Tenzin Gyatso. In wahrscheinlich einem seiner letzten Interviews wendet er sich direkt an das Publikum und teilt seine Weisheiten zur Suche nach Glück in der heutigen Welt. Der Film kombiniert sehr persönliche Aufnahmen des Dalai Lama, historische Archivaufnahmen und aktuelle Szenen der globalen Herausforderungen, denen sich die Menschheit heute gegenübersieht.
Der Dalai Lama teilt seine Überzeugungen über Mitgefühl und Friedfertigkeit als Schlüssel zum persönlichen und globalen Wohlstand und spricht Themen wie die Klimakrise und Gewalt in der modernen Gesellschaft an. Der Film zeigt seltene Einblicke in das Leben des Friedensnobelpreisträgers, seine täglichen Routinen und seine philosophischen Reflexionen.

## Hintergrund
Der Film thematisiert die Weisheit und Philosophie des Dalai Lama, die in seiner buddhistischen Überzeugung verankert ist, dass persönliches Glück durch Mitgefühl und innere Ruhe erreicht werden kann. Es wird ein besonderer Fokus auf den Zustand der Welt und die Rolle des Einzelnen gelegt, um positive Veränderungen herbeizuführen.
Der Dalai Lama bietet im Film Ratschläge, wie die Menschheit durch kleine individuelle Handlungen eine friedvollere und ökologisch nachhaltigere Zukunft gestalten kann.

## Besondere Szenen
Ein zentrales Element des Films ist der direkte Blickkontakt des Dalai Lama mit dem Publikum. Dies wurde durch eine spezielle Kameraeinrichtung ermöglicht, die es dem Dalai Lama erlaubt, während dem Interview in die Kamera zu schauen, als spräche er direkt mit den Zuschauern.

## Dreharbeiten und Produktion
Der Film wurde von Barbara Miller, Philip Delaquis, und Manuel Bauer in enger Zusammenarbeit mit dem US-amerikanischen Schauspieler und Menschenrechtsaktivisten Richard Gere und dem Regisseur und Drehbuchautor Oren Moverman produziert. Initiator des Filmprojektes ist Walo Kamm, Gründer des Unternehmens Globetrotter. Zu den ausführenden Produzenten zählen neben Richard Gere und Oren Moverman auch Tashi Albertini-Kaiser, Hanspeter & Monlam Maurer-Adotsang, Tobias Asch sowie Annette Werenfels. Der Film erhielt unter anderem Förderungen von der Giuseppe Kaiser Stiftung, Regula Curti und Bettina Reimers.
Ascot Elite Entertainment übernimmt den Verleih des Films in der Schweiz und X-Verleih für Deutschland. Der Weltvertrieb liegt bei Autlook.

## Veröffentlichung
Die Weltpremiere feierte der Film am 8. Oktober 2024 in Anwesenheit von Stargast Richard Gere und Jetsun Pema (Schwester des Dalai Lama) am Zurich Film Festival.
In den Kinos startete der Film am 7. November 2024 in Deutschland, am 14. November 2024 in Österreich und am 5. Dezember 2024 in der Deutschschweiz. Bereits nach der ersten Woche verzeichnete der Film über 20.000 Zuschauer in den Schweizer Kinos.
Am 9. Dezember 2024 erhielt der Film besondere Anerkennung, als er im Rahmen der Verleihung des  Light of Truth Award an Nancy Pelosi im Capitol in Washington D.C. aufgeführt wurde.

## Kritiken
Peter Gutting vergab auf film-rezensionen.de acht von zehn Punkten. Der Film ermögliche eine Art filmischer Privataudienz. Während der Dalai Lama Voraussetzungen und Techniken für ein erfülltes Leben erläutere, umkreisten assoziative Bilder die großen Probleme unserer Zeit. Und machten in ihrer Schönheit trotz alledem Hoffnung.
Die SRF-Sendung 10vor10 hob die besondere Relevanz des Films hervor: «In einer Zeit unzähliger bewaffneter Konflikte und weltweiter Gewalt ist die filmische Botschaft von Friedfertigkeit und Mitgefühl wichtig und tröstlich», so Sandra Steffan in ihrer Besprechung.
Michael Gasch von Cineman schrieb über den Film: «Der Film ist mehr als nur eine Doku über den Geistlichen. Statt eines gewöhnlichen Interviews ist es ein gelungenes Portrait, welches Wärme ausstrahlt (...), ein sehenswertes Kompositum über Menschlichkeit.»
Katja Richard vom Blick schrieb: «Ein meditatives Filmerlebnis. Darin kommen die Zuschauer seiner Heiligkeit so nahe wie nie zuvor.»
Das Magazin tibetfocus schrieb über den Film: «Dieser ganzheitliche Film ist ein wertvoller Wegweiser für die Menschen, mit wichtigen Gedanken und Botschaften für die Zukunft; ein kraftvolles filmisches Vermächtnis des bald 90-jährigen spirituellen Oberhaupts. (...) Diesen guten und sehenswerten Film sollte eigentlich jeder Mensch auf dieser Erde sehen – die Welt würde eine bessere werden.»
Christian Jungen, Artistic Director des Zurich Film Festival, schrieb in Moneycab: «Ein Film, den gestresste Manager mit ihren Teams schauen sollten. Eine Anleitung zur Resilienz und Zuversicht.»
Auf IMDb wird der Film mit 8,2 / 10 bewertet.